# Elecciones generales de Angola de 2008
Las elecciones generales de Angola de 2008 se llevaron a cabo entre el 5 y el 6 de septiembre, según lo anunciado por el presidente José Eduardo dos Santos, el 27 de diciembre de 2007. Fueron las primeras elecciones desde 1992, cuando los anteriores comicios desataron la segunda fase de la guerra civil angoleña, que duró hasta 2002.
El gobernante y hasta entonces partido único (en virtud de un estado de emergencia perpetuo), el Movimiento Popular de Liberación de Angola (MPLA) obtuvo el 81% de los votos, mientras que la Unión Nacional para la Independencia Total de Angola (UNITA) obtuvo solo el 10%.  La respuesta internacional fue mixta, con los Estados Unidos, la Comisión Europea y la Comunidad de Desarrollo de África Austral alabando el resultado y reconociendo el proceso electoral como justo, y Human Rights Watch denunciando el resultado como fraudulento. La UNITA, sin embargo, reconoció la victoria del MPLA.

## Antecedentes
Las elecciones fueron retrasadas más de diez años. Originalmente debían celebrarse en 1997, pero debido a problemas técnicos y logísticos provocados por la guerra civil, debieron posponerse. La ausencia de un registro de votantes dificultó que se realizaran tras la victoria gubernamental en 2002. Entre 2006 y 2007 se realizó dicho registro. A principios de agosto de 2007, un mes antes del final del período de inscripción, más de siete millones de votantes ya se habían inscrito para la elección. Superaron los ocho millones para agosto de 2008.

## Campaña

### Partidos y candidatos
Los nombres de los candidatos y de los partidos que disputaban la elección se anunciaron el 22 de julio de 2008. De las 34 listas que se presentaron para participar en las elecciones, se aceptaron los siguientes diez partidos y cuatro coaliciones: El MPLA, la oposición encabezada por la Unión Nacional para la Independencia Total de Angola (UNITA), el Frente Nacional de Liberación de Angola (FNLA), el Partido de Renovación Social (PRS), así como el Partido de Renovación Democrática (PRD), el Partido Liberal Democrático (PLD), Partido de la Alianza de los jóvenes, los Trabajadores y Agricultores de Angola (PAJOCA), Partido de Apoyo Democrático y el Progreso de Angola (PADEPA), el Partido Demócrata Para el Progreso - Alianza Nacional de Angola (PDP-ANA), el Frente para la Democracia (FpD) y cuatro coaliciones: la Coalición Democrática de Angola (AD), la Nueva Democracia - Unión Electoral (ND), la Plataforma Política Electoral (PPE) y la Coalición del Foro Fraternal de Angola (FOFAC).
El Partido Democrático de Angola (PDA), el Partido Socialdemócrata (PSD) y el Partido Republicano de Angola (PREA) fueron rechazados, al igual que el PSA, el Partido Democrático Nacional de Angola, PACIA, UNDA, MPR/SN, PDUNA, PDPA BAKO y PSPA. Fueron en total 5.198 candidatos compitiendo por los 220 escaños.
Dos Santos dijo que las elecciones serían "ejemplares para el mundo", mientras que el líder de la UNITA, Isaias Samakuva dijo que esperaba que no fueran seguidas por una crisis, como ocurrió después de las elecciones de Kenia en 2007 y las elecciones de 2008 en Zimbabue.

### Período de campaña
Las campañas comenzaron el 5 de agosto de 2008. A los partidos se les dio cinco minutos de televisión y diez de radio por día para utilizarlos con fines propagandísticos. También había programas en la televisión, cada uno durando una hora, que fueron dedicados a discutir los logros del gobierno positivamente. Samakuva, describió esto como "chocante", mientras expresaba confianza en que la gente no creería en estos programas. Antes del comienzo del período de campaña, los carteles y símbolos del MPLA ya eran abundantes en las principales ciudades. El MPLA hizo hincapié en su labor de reconstrucción y desarrollo del país tras el fin de la guerra civil en 2002 y se percibió que el partido tenía una ventaja institucional muy fuerte. Se esperaba ampliamente que ganara las elecciones. La UNITA concentró su campaña en las zonas rurales, mientras que los demás partidos tendieron a llevar a cabo sus campañas a pequeña escala, y se caracterizaron por reuniones festivas, en Luanda, la capital.
La campaña de la UNITA hizo hincapié en las afirmaciones del partido de que el gobierno del MPLA no había logrado progresos suficientes en la reconstrucción del país después del fin de la guerra civil y no había logrado aliviar la pobreza. La UNITA alegó que la campaña se produjo en "un clima de amenazas, intimidación y violencia", que cuatro de los partidarios del partido fueron asesinados y que algunas partes del país eran efectivamente "feudos" del MPLA donde la campaña de otros partidos era imposible.
Según Radio Ecclesia, trece personas fueron detenidas el 11 de agosto por presuntamente realizar una manifestación no autorizada y causar trastornos en el tráfico mientras hacían campaña por la UNITA en Rangel, cerca de Luanda. El 13 de agosto, los miembros de la campaña de la UNITA fueron atacados por más de 100 simpatizantes del MPLA en Londuimbali, en la provincia de Huambo, según un funcionario de la UNITA, Alcides Sakala; los partidarios del MPLA estaban armados con "machetes, piedras y palos". Según los informes, el choque fue interrumpido por disparos policiales al aire.
Cada partido estaba planeado para recibir cerca de un millón de dólares del gobierno para los propósitos de la campaña. Los partidos de oposición dijeron que no habían recibido dinero a principios de agosto, y el líder del Frente para la Democracia, Filomeno Vieira Lopes, expresó su preocupación de que el dinero no se distribuyera hasta después de las elecciones, como fue el caso de las elecciones de 1992. El PDP-ANA se quejó de que la cantidad era demasiado pequeña, describiéndola como una suma "de broma". El PLD también dijo que la cantidad era insuficiente. Además, según la presidenta del PLD, Analia Victoria Pereira , el MPLA tenía pleno acceso a los recursos del gobierno y el ejército para ayudar en su campaña. Los partidos finalmente recibieron el dinero de la campaña que se prometió, aunque protestaron que llegó tarde debido a retrasos procesales. Desconfiado de tal interferencia o interrupción debido a la influencia institucional del MPLA, la mayoría de los partidos optó por imprimir materiales para la elección en Sudáfrica en lugar de en Angola.
En una manifestación el 22 de agosto, dos Santos dijo que la elección marcó "una nueva era para la democracia".

## Observadores y evaluación
Se invitó a la Unión Africana a enviar observadores. La Unión Europea también envió un equipo de 90 observadores. En un informe del 13 de agosto, Human Rights Watch -que envió misiones a Luanda y cuatro provincias- dijo que la campaña no se producía en una atmósfera "libre de intimidación o presión", y predijo que las elecciones no serían libres y justas si el proceso continuaba del modo en que iba. El informe subraya la necesidad de "salvaguardar la libertad de reunión y de expresión y el acceso de todos los interesados a los medios de comunicación, y de establecer un organismo electoral nacional imparcial"; También dijo que el gobierno no había "proporcionado seguridad adecuada a los partidos políticos" y no estaba "asegurando la tolerancia política y la plena participación de los ciudadanos". El primer ministro Fernando Dias Dos Santos respondió al informe el mismo día con la seguridad de que la elección sería "libre, justa y transparente". El portavoz del MPLA, Norberto dos Santos, también reaccionó al informe el 14 de agosto diciendo que "es ofensivo y no tiene fundamento de verdad". Acusó a Human Rights Watch de interferir en las elecciones y los asuntos internos de Angola.
Dan Mozena, Embajador de los Estados Unidos en Angola, dijo en una entrevista con Radio Ecclesia el 28 de agosto que Estados Unidos enviaría cuarenta observadores para las elecciones. Dijo que las expectativas para las elecciones eran altas y habló con aprobación de la conducta del proceso electoral hasta ese momento. Según Mozena, la elección tenía el "potencial de ser un modelo para las próximas elecciones en África si todos los actores continúan desempeñando su papel".
Human Rights Watch publicó otra declaración a principios de septiembre, expresando sus dudas de que las elecciones serían justas. Según el comunicado, el MPLA se benefició de "la financiación estatal y la cobertura de los medios de comunicación", mientras que los otros partidos recibieron el dinero asignado a la campaña tarde. La declaración también dijo que Human Rights Watch había "documentado la intimidación de la oposición y los medios de comunicación, la injerencia en la comisión electoral y los incidentes violentos contra la oposición" en el período previo al inicio de la campaña. La directora de Human Rights Watch en África, Georgette Gagnon, acusó al gobierno de estar "más preocupado por mantener el control del MPLA que por avanzar hacia una verdadera responsabilidad política dando a los angoleños una oportunidad real de elegir su gobierno".
El jefe de la misión de la Unión Europea calificó las elecciones de "catástrofe" a principios del primer día de votación, indicando que de las tres comisarías de Luanda que habían visitado, ninguna había sido preparada para los votantes, Comenzado en cualquiera de ellos. Sin embargo, parecía que los problemas sólo se concentraban en la capital. Los observadores de la UE declararon más tarde que los sobornos y la intimidación eran generalizados.
La comisión de observación de la Comunidad de Desarrollo de África Austral (SADC), que había enviado ochenta observadores, consideró la elección "creíble, pacífica y transparente". Luisa Morgantini, jefa de la misión de observación de la UE, dijo en una conferencia de prensa el 8 de septiembre que la organización de las elecciones era pobre, aunque observó positivamente el comportamiento de los votantes. Ella declinó decir si pensaba que las elecciones eran libres y justas con el argumento de que tal clasificación era vaga. La misión de observación del Parlamento Panafricano sólo dio una aprobación parcial de la elección, diciendo que la educación de los votantes era inadecuada y sugiriendo que los medios estaban dominados por el MPLA. José Manuel Barroso, el Presidente de la Comisión Europea, hizo una evaluación esencialmente positiva, describiendo la elección como "un paso hacia la consolidación de una democracia multipartidista, un elemento fundamental para la paz, la estabilidad y el desarrollo socioeconómico".

## Proceso electoral
El día de las elecciones, el 5 de septiembre, muchas mesas de votación, particularmente en Luanda, no contaban con material y equipo necesarios para votar, las listas de registro no estaban presentes en algunas mesas de votación y algunas mesas de votación no se abrían o se abrían tarde. Las primeras horas de votación fueron descritas como "caóticas". Criticando los problemas, el líder de la UNITA, Samakuva y el líder del PDP-ANA, Sindiangani Mbimbi, dijeron que las elecciones deberían ser canceladas y pospuestas de nuevo. Según Samakuva, algunos de los delegados de su partido habían "recibido falsas credenciales o se les habían dado direcciones incorrectas de las mesas de votación inexistentes", y dijo que había mucha confusión en Luanda. Mientras tanto, Mbimbi condenó la elección como "teatro político". Como resultado de los problemas, la comisión electoral anunció que se abrirían nueve mesas de votación el 6 de septiembre; Sin embargo, también afirmó que la elección había procedido correctamente en la mayoría de las mesas de votación. Según los informes, las elecciones se hicieron más ordenadas y funcionales en Luanda más tarde en el día 5 de septiembre, y la mayor parte del país habría evitado los problemas que afectaron la votación en Luanda. En una entrevista con una estación de radio sudafricana el 8 de septiembre, Samakuva alegó que algunas personas fueron informadas e incluso obligadas a votar por el MPLA.

## Resultados
Con casi la mitad de los votos contados el 7 de septiembre, el MPLA mantuvo un liderazgo fuerte con el 81.65% de los votos, mientras que el UNITA recibió tan solo el 10,59%. Los partidos de la oposición criticaron fuertemente el resultado y dijeron que era improbable que aceptaran la legalidad de la elección. Samakuva dijo ese mismo día que "el resultado final podría no reflejar plenamente la voluntad" del pueblo, pero también dijo que la elección marcó "un paso importante hacia la consolidación de nuestra democracia". El portavoz de la UNITA, Adalberto da Costa, dijo inicialmente que el partido impugnaría legalmente las elecciones ante el Tribunal Constitucional, argumentando que las condiciones necesarias para la elección estaban ausentes en Luanda. Para el 8 de septiembre, aproximadamente el 80% de los resultados habían sido contados, y estos siguieron mostrando al MPLA con más del 80% de los votos. El mismo día, la Comisión Electoral dijo que las elecciones no se volverían a retrasar, rechazando las demandas de la oposición. Samakuva anunció en una rueda de prensa en la noche del 8 de septiembre que la UNITA aceptaría la victoria electoral del MPLA e instó al MPLA a "gobernar para los intereses de todos los angoleños".
| Partido                                                                           | Votos     | %     | Escaños | +/–   |
| --------------------------------------------------------------------------------- | --------- | ----- | ------- | ----- |
| Movimiento Popular de Liberación de Angola                                        | 5.266.216 | 81,64 | 191     | +62   |
| Unión Nacional para la Independencia Total de Angola                              | 670.363   | 10,39 | 16      | –54   |
| Partido de Renovación Social                                                      | 204.746   | 3,17  | 8       | +2    |
| Nueva Democracia Unión Electoral                                                  | 77.141    | 1,20  | 2       | Nuevo |
| Frente Nacional de Liberación de Angola                                           | 71.416    | 1,11  | 3       | –2    |
| Partido Democrático por el Progreso – Alianza Nacional Angoleña                   | 32.952    | 0,51  | 0       | –1    |
| Partido Liberal Democrático                                                       | 21.341    | 0,33  | 0       | –3    |
| Angola Democrática – Coalición                                                    | 18.967    | 0,29  | 0       | –1    |
| Partido por el Soporte Democrático y el Progreso de Angola                        | 17.509    | 0,27  | 0       | Nuevo |
| Frente para la Democracia                                                         | 17.073    | 0,27  | 0       | Nuevo |
| Partido de la Alianza de los Jóvenes, los Trabajadores, y los Granjeros de Angola | 15.535    | 0.24  | 0       | –1    |
| Partido de la Renovación Democrática                                              | 14.238    | 0,22  | 0       | –1    |
| Plataforma Política Electoral                                                     | 12.052    | 0,19  | 0       | Nuevo |
| Foro Fraternal Angoleño                                                           | 10.858    | 0,17  | 0       | Nuevo |
| Votos anulados                                                                    | 762.874   | –     | –       | –     |
| Total                                                                             | 7.213.281 | 100   | 220     | 0     |
| Votantes registrados/participación                                                | 8.256.584 | 87,36 | –       | –     |
| Fuente: African Elections Database                                                |           |       |         |       |